# Chironomus heteropilicornis
Chironomus heteropilicornis är en tvåvingeart som beskrevs av Wulker 1996. Chironomus heteropilicornis ingår i släktet Chironomus och familjen fjädermyggor.
Artens utbredningsområde är Finland. Det är osäkert om arten förekommer i Sverige. Inga underarter finns listade i Catalogue of Life.